# 郭铃 (播音员)
郭铃（1980年代—），出生于福建省福州市仓山区，中国女播音员。现任FM90.1左海之声播音员。